# Jan Dijkema
Jan Dijkema (né le 23 septembre 1944 à Schipborg aux Pays-Bas) est le président de l'International Skating Union (Union internationale de patinage) de juin 2016 à juin 2022.

## Biographie
Jan Dijkema étudie la sociologie à l'université de Groningue. Il entre ensuite en politique où il sera notamment élu député travailliste jusqu'en 1994.
Il quitte la politique pour entrer à l'Association royale néerlandaise de patinage (KNSB) et s'occuper du patinage de vitesse. Il devient délégué à l'Union internationale de patinage (ISU) et en devient un vice-président de 2010 à 2016.

### Présidence de l'ISU
En juin 2016, il est élu président lors du 56e congrès de l'ISU à Dubrovnik en Croatie, succédant à 22 ans de présidence de l'italien Ottavio Cinquanta.
La crise du Covid-19 a lieu pendant sa présidence entre 2020 et 2022.
Il reste président pendant six ans, jusqu'au 58e congrès de l'ISU à Phuket en Thaïlande en juin 2022 où le coréen Kim Jae-youl lui succède.

#### Liste des principales nouveautés ayant eu lieu sous sa présidence
- Introduction aux jeux olympiques d'hiver de 2018 à Salt Lake City de la mass start masculine et féminine en patinage de vitesse.
- Introduction du Sprint par équipes, masculin et féminin, aux championnats du monde simple distance de patinage de vitesse de 2019.
- Introduction aux jeux olympiques d'hiver de 2022 à Pékin du relais mixte sur 2 000 m en patinage de vitesse sur piste courte.

#### Pandémie de Covid-19
C'est sous sa présidence que l'Union internationale de patinage doit annuler plusieurs compétitions internationales à cause de la pandémie de Covid-19 entre mars 2020 et décembre 2021 :
- les championnats du monde de patinage de vitesse sur piste courte prévus du 13 au 15 mars 2020 à Séoul
- les championnats du monde de patinage artistique prévus du 16 au 22 mars 2020 à Montréal
- les championnats du monde de patinage synchronisé prévus du 3 au 5 avril 2020 à Lake Placid
- toute la saison 2020/2021 de la coupe du monde de patinage de vitesse sur piste courte
- la finale du Grand Prix ISU 2020/2021 de patinage artistique prévue du 11 au 13 décembre 2020 à Pékin
- les championnats d'Europe de patinage artistique prévus du 25 au 31 janvier 2021 à Zagreb
- les championnats du monde juniors de patinage artistique prévus du 1er au 7 mars 2021 à Harbin
- la finale du Grand Prix ISU 2021/2022 de patinage artistique prévue du 9 au 11 décembre 2021 à Kadoma

## Distinctions et honneurs

### Décorations internationales
- Ordre olympique échelon argent (Comité international olympique), le 23 juin 2023[2].